# Wolfe+585, Senior
Wolfe+585, Senior (eller Hubert Blaine Wolfeschlegelsteinhausenbergerdorff) född 29 februari 1904 i Bergedorf nära Hamburg, hade (möjligtvis) världens längsta namn. Han utvandrade till USA, där han slog sig ned i Philadelphia. I Guinness Rekordbok 1980 ses han framför en reklambanner med sitt namn.
Hans fulla namn var:
Adolph Blaine Charles David Earl Frederick Gerald Hubert Irvin John Kenneth Lloyd Martin Nero Oliver Paul Quincy Randolph Sherman Thomas Uncas Victor William Xerxes Yancy Zeus
Wolfeschlegelsteinhausenbergerdorffvoralternwarengewissenhaftschaferswessenschafewarenwohlgepflegeundsorgfaltigkeitbeschutzenvonangreifendurchihrraubgierigfeindewelchevoralternzwolftausendjahresvorandieerscheinenwanderersteerdemenschderraumschiffgebrauchlichtalsseinursprungvonkraftgestartseinlangefahrthinzwischensternartigraumaufdersuchenachdiesternwelchegehabtbewohnbarplanetenkreisedrehensichundwohinderneurassevonverstandigmenschlichkeitkonntefortplanzenundsicherfreuenanlebenslanglichfreudeundruhemitnichteinfurchtvorangreifenvonandererintelligentgeschopfsvonhinzwischensternartigraum, Senior.

## Guinness Rekordbok
Wolfe+585 uppträdde i alla utgåvor av Guinness Rekordbok från omkring 1975 till 1982. 1983 var bara den "kortare" namnformen med, och i slutet av 1980-talet försvann han helt från boken. Det har spekulerats om att detta försvinnande kan bero på att redaktörerna ansåg namnet som ett skämt efter att först ha trott på historien.